# Matteo da Milano

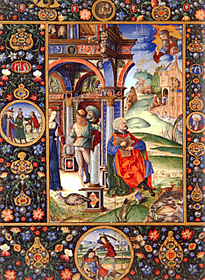
«Breviario de Hércules I de Este» (1505-1512), Strossmayerova, Zagreb.

Matteo da Milano, nacido en Milán, fue un ilustrador de manuscritos que desarrolló su actividad desde 1492 hasta 1523.
Vivió en Roma y en Ferrara. 
Se especializó en manuscritos religiosos, por encargo de la Casa de Este de Ferrara, de los Médici de Florencia, de la Casa de Orsini de Roma, de los Della Rovere, de los Duques de Urbino y del Papa Leon X.

## Obras
- «Breviario de Hércules I de Este», Biblioteca Estense, Módena.
- «Misal del cardenal Arcimboldi» de Milán, Biblioteca Capitolare del Duomo, Milán.
- «Libro de horas de Alfonso I de Este», Biblioteca Estense, Modena.

- Datos: Q3299644
- Multimedia: Matteo da Milano / Q3299644